# Janis Siegel
 Janis Siegel (23 de julio de 1952) es una cantante estadounidense de jazz, más conocida como componente del cuarteto The Manhattan Transfer.

## Carrera musical
En 1965 Siegel participó en su primera grabación con un grupo llamado Young Generation, en Red Bird Records. Tras un sencillo, "The Hideaway," el grupo se disolvió, y entonces Siegel se asoció al trío de folk The Loved Ones (posteriormente Laurel Canyon). En 1972, tras la disolución del original Manhattan Transfer, el fundador Tim Hauser se encontró con Siegel en una fiesta. Tras grabar algunas demos, Siegel acordó unirse al grupo, y el 1 de octubre de 1972, The Manhattan Transfer fue reformado. Esta encarnación del grupo gozó de la popularidad internacional, versionando canciones desde los años 1930 hasta los 1980 en una variedad de estilos, incluyendo jazz fusión, R&B, pop, y doo wop. El grupo ha ganado 10 Premios Grammy mientras Siegel permaneció en la banda, and y fue incluida en el Vocal Group Hall of Fame en 2003. Además de su trabajo con Transfer, Siegel ha hecho su carrera como solista, grabando su primer álbum, Experiment in White, en 1982.
En 1985, Siegel se unió a Jon Hendricks, Bobby McFerrin y Dianne Reeves, en un grupo llamado Sing, Sing, Sing. In 2015 publicó Honey & Air, en colaboración con John DiMartino y Nanny Assis, formando el Requinite Trio. Asimismo, también ha formado parte del coro de Bobby McFerrin.

## Premios
Ganó 10 Grammys como miembro de The Manhattan Transfer. Su segundo álbum en solitario, At Home, publicado en 1987, fue nominada al Grammy a la mejor interpretación vocal jazz femenina.
En 1993, Siegel ganó un Doctorado Honorario de Música, del Berklee College of Music.

## Discografía
- Experiment in White (Atlantic, 1982)
- At Home (Atlantic, 1987)
- Short Stories con Fred Hersch (Atlantic, 1989)
- Slow Hot Wind with Fred Hersch (Varèse Sarabande, 1995)
- The Tender Trap (Monarch, 1999)
- I Wish You Love (Telarc, 2002)
- Friday Night Special (Telarc, 2003)
- Sketches of Broadway (Telarc, 2004)
- A Thousand Beautiful Things (Telarc, 2006)
- That Old Mercer Magic, Jalala con Laurel Massé, Lauren Kinhan (Dare, 2009)
- Night Songs: A Late Night Interlude (Palmetto, 2013)
- Honey and Air, con el Requinte Trio (ArtistShare, 2015)
- Mazel, con John Di Martino y Cantor Daniel Kramer (2020)
- Cryin' in My Whiskey (2021)

### Como invitada
- Cheryl Bentyne, Rearrangements of Shadows (ArtistShare, 2017)
- Richie Cole, Hollywood Madness (Muse, 1980)
- Richie Cole, Bossa Nova Eyes (Palo Alto, 1985)
- Frank Colón, Frank Colon Plays Stevie Wonder (Elephant, 2000)
- Renee Rosnes, Ice on the Hudson: Songs by Renee Rosnes and David Hajdu (SMK, 2018)
- Lorraine Feather, Language (2008)
- Jon Hendricks, Freddie Freeloader (Denon, 1990)
- Robert Kraft, Retro Active (RCA Victor, 1982)
- Erich Kunzel, Got Swing (Telarc, 2003)
- Nils Landgren, Some Other Time: A Tribute to Leonard Bernstein (ACT, 2016)
- Jeff Lorber, Worth Waiting For (Verve Forecast, 1993)
- Bobby McFerrin, Spontaneous Inventions (Blue Note, 1986)
- Bobby McFerrin, Circlesongs (Sony Classical, 1997)
- Jay McShann, The Big Apple Bash (Atlantic, 1979)
- İlhan Mimaroğlu, String Quartet No. 4 (Finnadar, 1981)
- Rumer, Into Colour (Atlantic, 2014)
- Spyro Gyra, A Night Before Christmas (Heads Up, 2008)
- Steve Hass, People Get Ready, The Heart of Saturday Night, Skylark (Hassbeat Productions, 2003)